# An bích rủ
Osbeckia nutans là một loài thực vật có hoa trong họ Mua. Loài này được Wall. ex C.B. Clarke mô tả khoa học đầu tiên năm 1879.